# Helge Krog
Helge Krog (9 février 1889 - 30 juillet 1962) est un journaliste, auteur dramatique et critique littéraire norvégien, né et mort à Oslo. Il a influencé la vie intellectuelle norvégienne entre les deux guerres.

## Biographie
Helge Krog naît le 9 février 1889 à Oslo, au sein d'une famille de la haute bourgeoisie. Sa mère, Cecilie Thoresen Krog est la première femme étudiante de Norvège, son père est un juriste réputé.
Ses premières œuvres sont des critiques sociales : une comédie satirique intitulée Le Grand Nous et un drame, Jarlshus. Les personnages principaux de ses productions suivantes sont des femmes, comme dans Le Coquillage, ou son chef-d’œuvre, Le Départ,.

## Œuvres
- Le Grand Nous (1919)
- Jarlshus (1923)
- Le coquillage (1929)
- En route (1931)
- Départ (1936)